# Tara a její svět
Tara a její svět (v anglickém originále United States of Tara) je americký komediálně dramatický seriál scenáristky Diablo Cody v hlavní roli s Toni Collettovou vysílaný na americkém placeném kanálu Showtime. Seriál sleduje příběh Tary Gregsonové, která trpí disociativní poruchou osobnosti, a její rodiny. První díl byl odvysílán 18. ledna 2009, poslední 20. června 2011. V Česku ho vysílá stanice HBO.

## Děj
Tara Gregsonová je žena a matka s disociativní poruchou osobnosti. Po tom, co se rozhodla přestat brát léky, aby přišla na opravdovou příčinu její nemoci, se její alternativní osobnosti znovu objevily: divoká náctiletá T, staromódní hospodyně Alice a hlučný pivař, veterán z Vietnamské války Buck. Podporuje ji její klidný a vyrovnaný manžel Max, poněkud problémová dcera Kate a výstřední, dobrosrdečný syn Marshall, gay. Její sestra Charmaine, která často pochybuje o oprávněnosti její poruchy, už tak podporující není. Děj se odehrává v Overland Parku v Kansasu.